# 96e cérémonie des Oscars

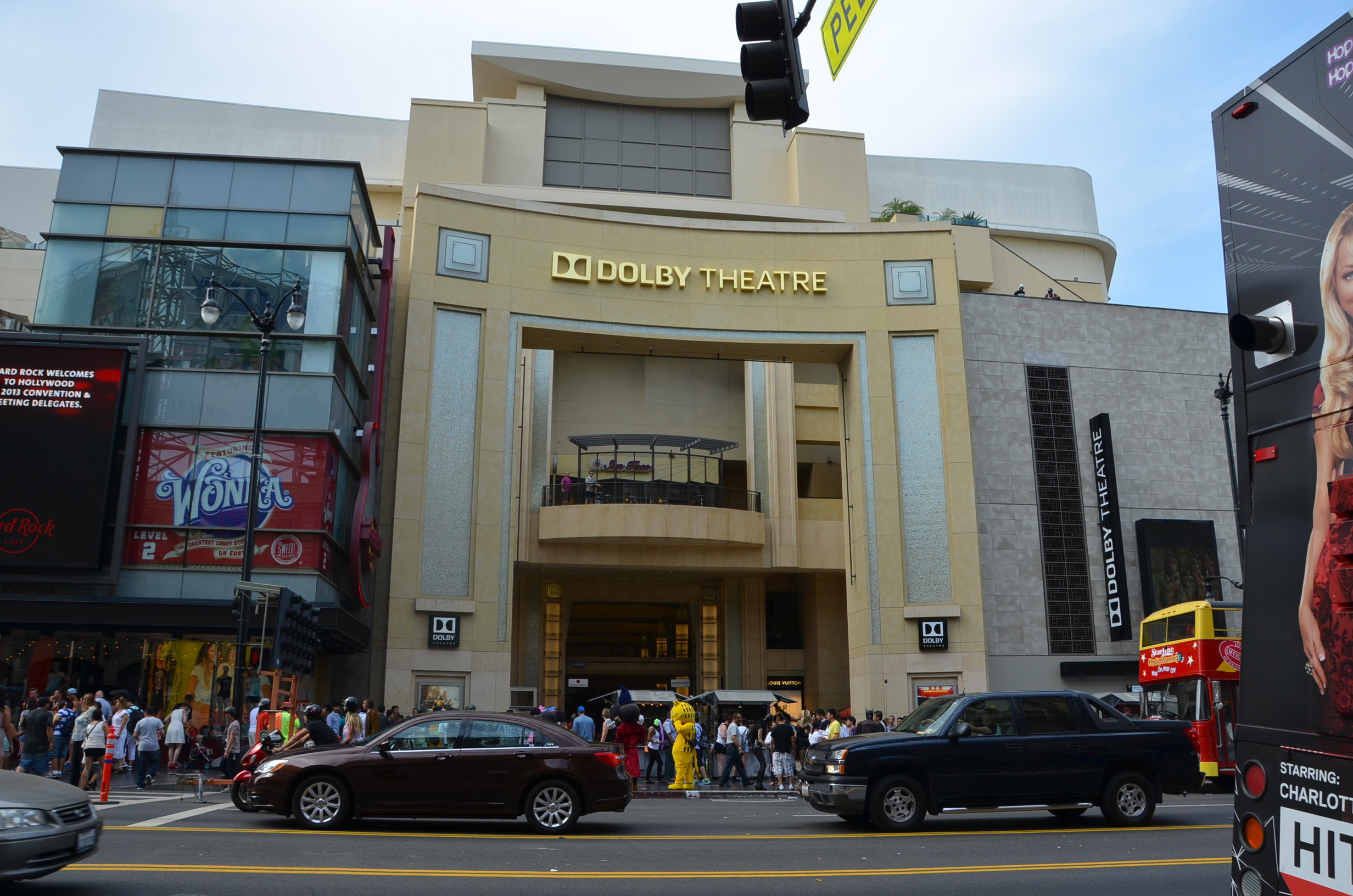
théâtre Dolby

La 96e cérémonie des Oscars, présentée par l'Academy of Motion Picture Arts and Sciences (AMPAS), récompense les meilleurs films de l'année 2023 et se déroule au théâtre Dolby à Hollywood de Los Angeles en Californie le 10 mars 2024. La cérémonie, qui est télévisée aux États-Unis par ABC, produite par Raj Kapoor et Katy Mullan, et Hamish Hamilton en est le réalisateur. L'humoriste Jimmy Kimmel présente le spectacle pour la quatrième fois, après la 89e cérémonie en 2017, la 90e cérémonie en 2018 et la 95e cérémonie en 2023.

## Calendrier
| Date            | Event                              |
| --------------- | ---------------------------------- |
| 23 janvier 2024 | Annonce des nominations            |
| 12 février 2024 | Déjeuner des nommés                |
| 22 février 2024 | Début du scrutin                   |
| 23 février 2024 | Oscars scientifiques et techniques |
| 27 février 2024 | Fin du scrutin                     |
| 10 mars 2024    | Cérémonie                          |

## Présentateurs et intervenants

### Présentateur
- Jimmy Kimmel, maître de cérémonie

### Intervenants
- Rita Moreno, Regina King, Jamie Lee Curtis, Lupita Nyong'o et Mary Steenburgen remettent l'Oscar de la meilleure actrice dans un second rôle
- Anya Taylor-Joy et Chris Hemsworth remettent les Oscars du meilleur court métrage d'animation et du meilleur film d'animation
- Melissa McCarthy et Octavia Spencer remettent les Oscars du meilleur scénario original et meilleur scénario adapté
- Michael Keaton et Catherine O'Hara remettent les Oscars des meilleurs maquillages et coiffures et des meilleurs décors et direction artistique
- John Cena remet l'Oscar des meilleurs costumes
- Dwayne Johnson et Bad Bunny remettent l'Oscar du meilleur film international
- Emily Blunt et Ryan Gosling rendent hommage à tous les cascadeurs de l'histoire du cinéma
- Ke Huy Quan, Sam Rockwell, Tim Robbins, Christoph Waltz et Mahershala Ali remettent l'Oscar du meilleur acteur dans un second rôle
- Arnold Schwarzenegger et Danny DeVito remettent les Oscars des meilleurs effets visuels et du meilleur montage
- Kate McKinnon et America Ferrera remettent les Oscars du meilleur court métrage documentaire et du meilleur film documentaire
- Zendaya remet l'Oscar de la meilleure photographie
- Issa Rae et Ramy Youssef remettent l'Oscar du meilleur court métrage en prises de vues réelles
- John Mulaney remet l'Oscar du meilleur son
- Cynthia Erivo et Ariana Grande remettent les Oscars de la meilleure musique de film et de la meilleure chanson originale
- Nicolas Cage, Matthew McConaughey, Brendan Fraser, Ben Kingsley et Forest Whitaker remettent l'Oscar du meilleur acteur
- Steven Spielberg remet l'Oscar du meilleur réalisateur
- Sally Field, Jennifer Lawrence, Michelle Yeoh, Charlize Theron et Jessica Lange remettent l'Oscar de la meilleure actrice
- Al Pacino remet l'Oscar du meilleur film

### Interprètes
- Billie Eilish et Finneas O'Connell interprètent What Was I Made For? de Barbie
- Scott George et des chanteurs osages interprètent Wahzhazhe (A Song for My People) de Killers of the Flower Moon
- Jon Batiste interprète It Never Went Away de American Symphony
- Becky G interprète The Fire Inside de Flamin' Hot
- Ryan Gosling et Mark Ronson interprètent I'm Just Ken de Barbie
- Andrea Bocelli et son fils Matteo Bocelli interprètent Con te partirò durant le segment In Memoriam

## Palmarès
Les nominations sont annoncées le 23 janvier 2024 par Zazie Beetz et Jack Quaid, en direct du Samuel Goldwyn Theater à Beverly Hills.

### Faits notables
Nommé pour Killers of the Flower Moon, Martin Scorsese devient le réalisateur en vie le plus nommé à l'Oscar du meilleur réalisateur, dépassant Steven Spielberg et ses neuf nominations. Lily Gladstone, elle aussi nommée pour le film, devient la première femme américaine d'origine autochtone à être nommée à l'Oscar de la meilleure actrice. Obtenant sa 54e nomination, pour Indiana Jones et le Cadran de la destinée, John Williams reste la personne en vie ayant reçu le plus de nominations aux Oscars, toutes catégories confondues.  
La 96e cérémonie bat particulièrement des records pour la représentation des personnes LGBT au cinéma : pour la première fois dans l'histoire de la cérémonie, trois acteurs LGBT sont nommés, dont deux pour des rôles LGBT (à savoir Jodie Foster dans Insubmersible et Colman Domingo dans Bayard Rustin). Au total, six des vingt performances nommées concernent des personnages LGBT,. 
À la suite de sa nomination, Ryan Gosling, nommé pour le rôle de Ken dans le film Barbie, publie un communiqué remerciant l'académie mais déplorant fortement le manque de nominations pour Greta Gerwig et Margot Robbie, écrivant « il n'y a pas de Ken sans Barbie, et il n'y pas de Barbie sans Greta Gerwig et Margot Robbie, les deux personnes responsables de ce film, célébré mondialement, qui a marqué l'histoire ».

### Meilleur film
- Oppenheimer – Emma Thomas, Charles Roven, Christopher Nolan
  - Anatomie d'une chute – Marie-Ange Luciani et David Thion
  - Barbie – David Heyman, Margot Robbie, Tom Ackerley et Robbie Brenner
  - Fiction à l'américaine (American Fiction) – Ben LeClair, Nikos Karamigios, Cord Jefferson et Jermaine Johnson
  - Winter Break (The Holdovers) – Mark Johnson – Ben LeClair, Nikos Karamigios, Cord Jefferson et Jermaine Johnson
  - Killers of the Flower Moon – Dan Friedkin, Bradley Thomas, Martin Scorsese et Daniel Lupi
  - Maestro – Bradley Cooper, Steven Spielberg, Fred Berner, Amy Derning et Kristie Macosko Krieger
  - Past Lives – Nos vies d'avant (Past Lives) – David Hinojosa, Christine Vachon et Pamela Koffler
  - Pauvres Créatures (Poor Things) – Ed Guiney, Andrew Lowe, Yórgos Lánthimos et Emma Stone
  - La Zone d'intérêt (The Zone of Interest) – James Wilson

### Meilleur réalisateur
- Christopher Nolan – Oppenheimer
  - Justine Triet – Anatomie d'une chute
  - Martin Scorsese – Killers of the Flower Moon
  - Yórgos Lánthimos – Pauvres Créatures (Poor Things)
  - Jonathan Glazer – La Zone d'intérêt (The Zone of Interest)

### Meilleur acteur
- Cillian Murphy pour le rôle de Robert Oppenheimer dans Oppenheimer
  - Bradley Cooper pour le rôle de Leonard Bernstein dans Maestro
  - Colman Domingo pour le rôle de Bayard Rustin dans Bayard Rustin (Rustin)
  - Paul Giamatti pour le rôle de Paul Hunham dans Winter Break (The Holdovers)
  - Jeffrey Wright pour le rôle de Thelonius « Monk » Ellison dans Fiction à l'américaine (American Fiction)

### Meilleure actrice
- Emma Stone pour le rôle de Bella Baxter / Victoria Blessington dans Pauvres Créatures (Poor Things)
  - Annette Bening pour le rôle de Diana Nyad dans Insubmersible (Nyad)
  - Lily Gladstone pour le rôle de Mollie Burkhart dans Killers of the Flower Moon
  - Sandra Hüller pour le rôle de Sandra Voyter dans Anatomie d'une chute
  - Carey Mulligan pour le rôle de Felicia Montealegre Bernstein dans Maestro

### Meilleur acteur dans un second rôle
- Robert Downey Jr. pour le rôle de Lewis Strauss dans Oppenheimer
  - Sterling K. Brown pour le rôle de Clifford « Cliff » Ellison dans Fiction à l'américaine (American Fiction)
  - Robert De Niro pour le rôle de William King Hale dans Killers of the Flower Moon
  - Ryan Gosling pour le rôle de Ken dans Barbie
  - Mark Ruffalo pour le rôle de Duncan Wedderburn dans Pauvres Créatures (Poor Things)

### Meilleure actrice dans un second rôle
- Da'Vine Joy Randolph pour le rôle de Mary Lamb dans Winter Break (The Holdovers)
  - Emily Blunt pour le rôle de Katherine « Kitty » Oppenheimer dans Oppenheimer
  - Danielle Brooks pour le rôle de Sofia Johnson dans La Couleur pourpre (The Color Purple)
  - America Ferrera pour le rôle de Gloria dans Barbie
  - Jodie Foster pour le rôle de Bonnie Stoll dans Insubmersible (Nyad)

### Meilleur scénario original
- Anatomie d'une chute de Justine Triet et Arthur Harari
  - Winter Break (The Holdovers) de David Hemingson
  - Maestro de Bradley Cooper et Josh Singer
  - May December de Samy Burch et Alex Mechanik
  - Past Lives - Nos vies d'avant (Past Lives) de Celine Song

### Meilleur scénario adapté
- Fiction à l'américaine (American Fiction) de Cord Jefferson, adapté du roman Effacement (Erasure) de Percival Everett
  - Barbie de Greta Gerwig et Noah Baumbach, basé sur les poupées créés par Ruth Handler
  - Oppenheimer de Christopher Nolan, adapté de la biographie Robert Oppenheimer : Triomphe et tragédie d'un génie (American Prometheus) de Kai Bird et Martin J. Sherwin
  - Pauvres Créatures (Poor Things) de Tony McNamara, adapté du roman Pauvres Créatures (Poor Things) d'Alisdair Gray
  - La Zone d'intérêt (The Zone of Interest) de Jonathan Glazer, adapté du roman La Zone d'intérêt (The Zone of Interest) de Martin Amis

### Meilleurs décors et direction artistique
- Pauvres Créatures (Poor Things) – James Price, Shona Heath et Zsuzsa Mihalek
  - Barbie – Sarah Greenwood et Katie Spencer
  - Killers of the Flower Moon – Jack Fisk et Adam Willis
  - Napoléon (Napoleon) – Arthur Max et Elli Griff
  - Oppenheimer – Ruth De Jong et Claire Kaufman

### Meilleurs costumes
- Pauvres Créatures (Poor Things) – Holly Waddington
  - Barbie – Jacqueline Durran
  - Killers of the Flower Moon – Jacqueline West
  - Napoléon (Napoleon) – Janty Yates et Dave Crossman
  - Oppenheimer – Ellen Mirojnick

### Meilleurs maquillages et coiffures
- Pauvres Créatures (Poor Things) – Nadia Stacey, Mark Coulier et Josh Weston
  - Golda – Karen Hartley Thomas, Suzi Battersby et Ashra Kelly-Blue
  - Le Cercle des neiges (Sociedad de la nieve) – Ana López-Puigcerver, David Martí et Montse Ribé
  - Maestro – Kazu Hiro, Kay Georgiou et Lori McCoy-Bell
  - Oppenheimer – Luisa Abel

### Meilleure photographie
- Oppenheimer – Hoyte van Hoytema
  - Le Comte (El Conde) – Edward Lachman
  - Killers of the Flower Moon – Rodrigo Prieto
  - Maestro – Matthew Libatique
  - Pauvres Créatures (Poor Things) – Robbie Ryan

### Meilleur montage
- Oppenheimer – Jennifer Lame
  - Anatomie d'une chute – Laurent Sénéchal
  - Winter Break (The Holdovers) – Kevin Tent
  - Killers of the Flower Moon – Thelma Schoonmaker
  - Pauvres Créatures (Poor Things) – Yorgos Mavropsaridis

### Meilleur son
- La Zone d'intérêt (The Zone of Interest) – Johnnie Burn et Tarn Willers
  - The Creator – Ian Voigt, Erik Aadahl, Ethan Van der Ryn, Tom Ozanich et Dean Zupancic
  - Maestro – Richard King, Steve Morrow, Tom Ozanich, Jason Ruder et Dean Zupancic
  - Mission impossible : Dead Reckoning (Mission: Impossible – Dead Reckoning) – Chris Burdon, James Mather, Chris Munro et Mark Taylor
  - Oppenheimer – Willie Burton, Richard King, Kevin O’Connell et Gary A. Rizzo

### Meilleurs effets visuels
- Godzilla Minus One – Takashi Yamazaki, Kiyoko Shibuya, Masaki Takahashi et Tatsuji Nojima
  - The Creator – Jay Cooper, Ian Comley, Andrew Roberts et Neil Corbould
  - Les Gardiens de la Galaxie Vol. 3 (Guardians of the Galaxy Vol. 3) – Stephane Ceretti, Alexis Wajsbrot, Guy Williams et Theo Bialek
  - Mission impossible : Dead Reckoning (Mission: Impossible – Dead Reckoning) – Simone Coco, Neil Corbould, Jeff Sutherland et Alex Wuttke
  - Napoléon (Napoleon) – Charley Henley, Luc-Ewen Martin-Fenouillet, Simone Coco et Neil Corbould

### Meilleure chanson originale
- What Was I Made For? (Billie Eilish et Finneas O'Connell) – Barbie
  - The Fire Inside (Diane Warren) – Flamin' Hot
  - I'm Just Ken (Mark Ronson et Andrew Wyatt) – Barbie
  - It Never Went Away (Jon Batiste et Dan Wilson) – American Symphony
  - Wahzhazhe (A Song For My People) (Scott George) – Killers of the Flower Moon

### Meilleure musique de film
- Oppenheimer – Ludwig Göransson
  - Fiction à l'américaine (American Fiction) – Laura Karpman
  - Indiana Jones et le Cadran de la destinée (Indiana Jones and the Dial of Destiny) – John Williams
  - Killers of the Flower Moon – Robbie Robertson (nomination posthume)
  - Pauvres Créatures (Poor Things) – Jerskin Fendrix

### Meilleur film international
- La Zone d'intérêt (The Zone of Interest) de Jonathan Glazer –  Royaume-Uni
  - Moi, capitaine (Io capitano) de Matteo Garrone –  Italie
  - Perfect Days de Wim Wenders –  Japon
  - Le Cercle des neiges (Sociedad de la nieve) de Juan Antonio Bayona –  Espagne
  - La Salle des profs (Das Lehrerzimmer) d'İlker Çatak –  Allemagne

### Meilleur film d'animation
- Le Garçon et le Héron (The Boy and the Heron) – Hayao Miyazaki
  - Élémentaire (Elemental) – Peter Sohn
  - Nimona – Nick Bruno et Troy Quane
  - Mon ami robot (Robot Dreams) – Pablo Berger
  - Spider-Man: Across the Spider-Verse – Kemp Powers et Justin K. Thompson

### Meilleur film documentaire
- 20 Jours à Marioupol (20 dniv u Mariupoli) – Mstyslav Tchernov
  - Bobi Wine : Le Président du peuple (Bobi Wine: The People's President) – Moses Bwayo et Christopher Sharp
  - La memoria infinita – Maite Alberdi
  - Les Filles d'Olfa – Kaouther Ben Hania
  - Tuer un tigre – Nisha Pahuja

### Meilleur court métrage (prises de vues réelles)
- La Merveilleuse Histoire de Henry Sugar (The Wonderful Story of Henry Sugar) – Wes Anderson
  - The After – Misan Harriman et Nicky Bentham
  - Invincible – Vincent René-Lortie
  - Knight of Fortune – Lasse Lyskjær Noer et Christian Norlyk
  - Red, White and Blue – Nazrin Choudhury et Sara McFarlane

### Meilleur court métrage (documentaire)
- The Last Repair Shop – Ben Proudfoot et Kris Bowers
  - The ABCs of Book Banning – Sheila Nevins et Trish Adlesic
  - The Barber of Little Rock – John Hoffman et Christine Turner
  - Island in Between – S. Leo Chiang et Jean Tsien
  - Nǎi Nai & Wài Pó – Sean Wang et Sam Davis

### Meilleur court métrage (animation)
- War Is Over! Inspired by the Music of John and Yoko – Dave Mullins et Brad Booker
  - Letter to a Pig – Tal Kantor et Amit R. Gicelter
  - Ninety-Five Senses – Jerusha Hess et Jared Hess
  - Our Uniform – Yegane Moghaddam
  - Pachyderme – Stéphanie Clément et Marc Rius

### Governors Awards
La 14e cérémonie annuelle des Governors Awards a eu lieu le 9 janvier 2024, au cours de laquelle les Academy Honorary Awards et le Jean Hersholt Humanitarian Award ont été remis aux lauréats suivants :

#### Prix honorifiques de l'Académie
- Angela Bassett
- Mel Brooks
- Carol Littleton

#### Prix humanitaire Jean Hersholt
- Michelle Satter (en)

## Statistiques

### Nominations multiples
- 13 : Oppenheimer
- 11 : Pauvres Créatures
- 10 : Killers of the Flower Moon
- 8 : Barbie
- 7 : Maestro
- 5 : Fiction à l'américaine, Anatomie d'une chute, Winter Break, La Zone d'intérêt
- 3 : Napoléon
- 2 : The Creator, Mission impossible : Dead Reckoning, Insubmersible, Past Lives - Nos vies d'avant, Le Cercle des neiges

### Récompenses multiples
- 7 / 13 : Oppenheimer
- 4 / 11 : Pauvres Créatures
- 2 / 5 : La Zone d'intérêt

### Les grands perdants
- 1 / 8 : Barbie
- 1 / 5 : Fiction à l'américaine
- 1 / 5 : Anatomie d'une chute
- 1 / 5 : Winter Break
- 0 / 10 : Killers of the Flower Moon
- 0 / 7 : Maestro
- 0 / 3 : Napoléon

## Audiences
Diffusée sur ABC, la cérémonie a réuni 19,5 millions de téléspectateurs américains.